# NHL (1930/1931)
Sezon NHL 1930-1931 był czternastym sezonem ligi NHL. Dziesięć zespołów rozegrało po 44 spotkania w sezonie zasadniczym. Przed tym sezonem drużyna Pittsburgh Pirates przeniosła się do Filadelfii i zmienili nazwę na Philadelphia Quakers, a drużyna Detroit Cougars zmieniła nazwę na Detroit Falcons. Puchar Stanleya zdobył zespół Montreal Canadiens.

## Sezon zasadniczy
M = Mecze, W = Wygrane, P = Przegrane, R = Remisy, PKT = Punkty, GZ = Gole Zdobyte, GS = Gole Stracone, KwM = Kary w minutach
| Dywizja Kanadyjska  | M  | W  | P  | R  | PKT | GZ  | GS  | KwM |
| ------------------- | -- | -- | -- | -- | --- | --- | --- | --- |
| Montreal Canadiens  | 44 | 26 | 10 | 8  | 60  | 129 | 89  | 602 |
| Toronto Maple Leafs | 44 | 22 | 13 | 9  | 53  | 118 | 99  | 540 |
| Montreal Maroons    | 44 | 20 | 18 | 6  | 46  | 105 | 106 | 568 |
| New York Americans  | 44 | 18 | 16 | 10 | 46  | 76  | 74  | 495 |
| Ottawa Senators     | 44 | 10 | 30 | 4  | 24  | 9 1 | 142 | 486 |

| Dywijza Amerykańska  | M  | W  | P  | R | PKT | GZ  | GS  | KwM |
| -------------------- | -- | -- | -- | - | --- | --- | --- | --- |
| Boston Bruins        | 44 | 28 | 10 | 6 | 62  | 143 | 90  | 403 |
| Chicago Black Hawks  | 44 | 24 | 17 | 3 | 51  | 108 | 78  | 416 |
| New York Rangers     | 44 | 19 | 16 | 9 | 47  | 106 | 87  | 514 |
| Detroit Falcons      | 44 | 16 | 21 | 7 | 39  | 102 | 105 | 429 |
| Philadelphia Quakers | 44 | 4  | 36 | 4 | 12  | 76  | 184 | 477 |

### Najlepsi strzelcy
| Zawodnik         | Drużyna             | Mecze | Bramki | Asysty | Punkty | Kary w minutach |
| ---------------- | ------------------- | ----- | ------ | ------ | ------ | --------------- |
| Howie Morenz     | Montreal Canadiens  | 39    | 28     | 23     | 51     | 49              |
| Ebbie Goodfellow | Detroit Red Wings   | 44    | 25     | 23     | 48     | 32              |
| Charlie Conacher | Toronto Maple Leafs | 37    | 31     | 12     | 43     | 78              |
| Bill Cook        | New York Rangers    | 43    | 30     | 12     | 42     | 39              |
| Ace Bailey       | Toronto Maple Leafs | 40    | 23     | 19     | 42     | 46              |
| Joe Primeau      | Toronto Maple Leafs | 38    | 9      | 32     | 41     | 18              |
| Nels Stewart     | Montreal Maroons    | 42    | 25     | 14     | 39     | 75              |
| Frank Boucher    | New York Rangers    | 44    | 12     | 27     | 39     | 20              |
| Cooney Weiland   | Boston Bruins       | 44    | 25     | 13     | 38     | 14              |
| Bun Cook         | New York Rangers    | 44    | 18     | 17     | 35     | 72              |
| Aurel Joliat     | Montreal Canadiens  | 43    | 13     | 22     | 35     | 73              |

## Playoffs

### Ćwierćfinały
| Toronto Maple Leafs – Chicago Blackhawks | Toronto Maple Leafs – Chicago Blackhawks | Toronto Maple Leafs – Chicago Blackhawks | Toronto Maple Leafs – Chicago Blackhawks | Toronto Maple Leafs – Chicago Blackhawks | Toronto Maple Leafs – Chicago Blackhawks | Toronto Maple Leafs – Chicago Blackhawks |
| Data                                     | Wyjazd                                   | Wyjazd                                   | Dom                                      | Dom                                      |                                          |                                          |
| ---------------------------------------- | ---------------------------------------- | ---------------------------------------- | ---------------------------------------- | ---------------------------------------- | ---------------------------------------- | ---------------------------------------- |
| 24 marca                                 | Chicago                                  | 2                                        | 2                                        | Toronto                                  |                                          |                                          |
| 26 marca                                 | Toronto                                  | 1                                        | 2                                        | Chicago                                  | Po dogrywce                              |                                          |
| Chicago wygrało bramkami 4:3             |                                          |                                          |                                          |                                          |                                          |                                          |

| New York Rangers – Montreal Maroons | New York Rangers – Montreal Maroons | New York Rangers – Montreal Maroons | New York Rangers – Montreal Maroons | New York Rangers – Montreal Maroons | New York Rangers – Montreal Maroons |
| Data                                | Wyjazd                              | Wyjazd                              | Dom                                 | Dom                                 |                                     |
| ----------------------------------- | ----------------------------------- | ----------------------------------- | ----------------------------------- | ----------------------------------- | ----------------------------------- |
| 24 marca                            | Mtl. Maroons                        | 1                                   | 5                                   | NY Rangers                          |                                     |
| 26 marca                            | NY Rangers                          | 3                                   | 0                                   | Mtl. Maroons                        |                                     |
| NY Rangers wygrało bramkami 8:1     |                                     |                                     |                                     |                                     |                                     |

### Półfinały
| Montreal Canadiens – Boston Bruins                                 | Montreal Canadiens – Boston Bruins | Montreal Canadiens – Boston Bruins | Montreal Canadiens – Boston Bruins | Montreal Canadiens – Boston Bruins | Montreal Canadiens – Boston Bruins | Montreal Canadiens – Boston Bruins |
| Data                                                               | Wyjazd                             | Wyjazd                             | Dom                                | Dom                                |                                    |                                    |
| ------------------------------------------------------------------ | ---------------------------------- | ---------------------------------- | ---------------------------------- | ---------------------------------- | ---------------------------------- | ---------------------------------- |
| 24 marca                                                           | Mtl. Canadiens                     | 4                                  | 5                                  | Boston                             | Po dogrywce                        |                                    |
| 26 marca                                                           | Mtl. Canadiens                     | 1                                  | 0                                  | Boston                             |                                    |                                    |
| 28 marca                                                           | Boston                             | 3                                  | 4                                  | Mtl. Canadiens                     | Po dogrywce                        |                                    |
| 30 marca                                                           | Boston                             | 3                                  | 1                                  | Mtl. Canadiens                     |                                    |                                    |
| 1 kwietnia                                                         | Boston                             | 2                                  | 3                                  | Mtl. Canadiens                     | Po dogrywce                        |                                    |
| Mtl. Canadiens wygrało 3:2 i awansowało do finału Pucharu Stanleya |                                    |                                    |                                    |                                    |                                    |                                    |

| Chicago Blackhawks – New York Rangers                                | Chicago Blackhawks – New York Rangers | Chicago Blackhawks – New York Rangers | Chicago Blackhawks – New York Rangers | Chicago Blackhawks – New York Rangers | Chicago Blackhawks – New York Rangers |
| Data                                                                 | Wyjazd                                | Wyjazd                                | Dom                                   | Dom                                   |                                       |
| -------------------------------------------------------------------- | ------------------------------------- | ------------------------------------- | ------------------------------------- | ------------------------------------- | ------------------------------------- |
| 29 marca                                                             | NY Rangers                            | 0                                     | 2                                     | Chicago                               |                                       |
| 31 marca                                                             | Chicago                               | 1                                     | 0                                     | NY Rangers                            |                                       |
| Chicago wygrało bramkami 3:0 i awansowało do finału Pucharu Stanleya |                                       |                                       |                                       |                                       |                                       |

### Finał Pucharu Stanleya
| Chicago Blackhawks – Montreal Canadiens              | Chicago Blackhawks – Montreal Canadiens | Chicago Blackhawks – Montreal Canadiens | Chicago Blackhawks – Montreal Canadiens | Chicago Blackhawks – Montreal Canadiens | Chicago Blackhawks – Montreal Canadiens | Chicago Blackhawks – Montreal Canadiens |
| Data                                                 | Wyjazd                                  | Wyjazd                                  | Dom                                     | Dom                                     |                                         |                                         |
| ---------------------------------------------------- | --------------------------------------- | --------------------------------------- | --------------------------------------- | --------------------------------------- | --------------------------------------- | --------------------------------------- |
| 3 kwietnia                                           | Mtl. Canadiens                          | 2                                       | 1                                       | Chicago                                 |                                         |                                         |
| 5 kwietnia                                           | Mtl. Canadiens                          | 1                                       | 2                                       | Chicago                                 | Po 2 dogrywkach                         |                                         |
| 9 kwietnia                                           | Chicago                                 | 3                                       | 2                                       | Mtl. Canadiens                          | Po 3 dogrywkach                         |                                         |
| 11 kwietnia                                          | Chicago                                 | 2                                       | 4                                       | Mtl. Canadiens                          |                                         |                                         |
| 14 kwietnia                                          | Chicago                                 | 0                                       | 2                                       | Mtl. Canadiens                          |                                         |                                         |
| Mtl. Canadiens wygrało 3:2 i zdobyło Puchar Stanleya |                                         |                                         |                                         |                                         |                                         |                                         |

## Nagrody
| Hart Memorial Trophy:      | Howie Morenz, Montreal Canadiens |
| Lady Byng Memorial Trophy: | Frank Boucher, New York Rangers  |
| Vezina Trophy:             | Roy Worters, New York Americans  |